# Варфоломіївська ніч

Зображення Варфоломіївської ночі. Франс Дюбуа.

Варфоломі́ївська (або Бартоломі́ївська) ніч (фр. Massacre de la Saint-Barthélemy) — різанина у Франції протестантів-гугенотів католиками в ніч на 24 серпня 1572 року (день Св. Варфоломія).
Вважають, що Катерина Медічі, мати короля Карла ІХ, була ініціатором цієї різанини, що розпочалася 24 серпня з вбивства адмірала Ґаспара де Коліньї і поширилася на увесь Париж та окремі міста й села поза ним. Вбивства гугенотів тривали декілька місяців. Хоча точна кількість загиблих не встановлена, сучасні оцінки кількості загиблих різняться в межах від 5 до 30 тисяч гугенотів. Цю трагедію вважають однією з найбільших в історії релігійних війн. Варфоломіївська ніч була одним з кульмінаційних моментів тривалих релігійних воєн, що точилися у Франції в середині XVI століття. 

## Підґрунтя
Вінцем примирення ворогуючих таборів мав стати шлюб сімнадцятирічного принца Генріха Бурбона (кальвініста), короля Навари, з дев'ятнадцятирічною сестрою Карла ІХ Маргаритою де Валуа. Попри папське несхвалення, шлюб мав відбутися 18 серпня 1572 р.
Водночас планувався шлюб молодшого сина Катерини Медичі Генріха Анжуйського з англійською королевою Єлизаветою І. Цей шлюб мав сприяти залученню Англії до війни з Іспанією на боці Франції.

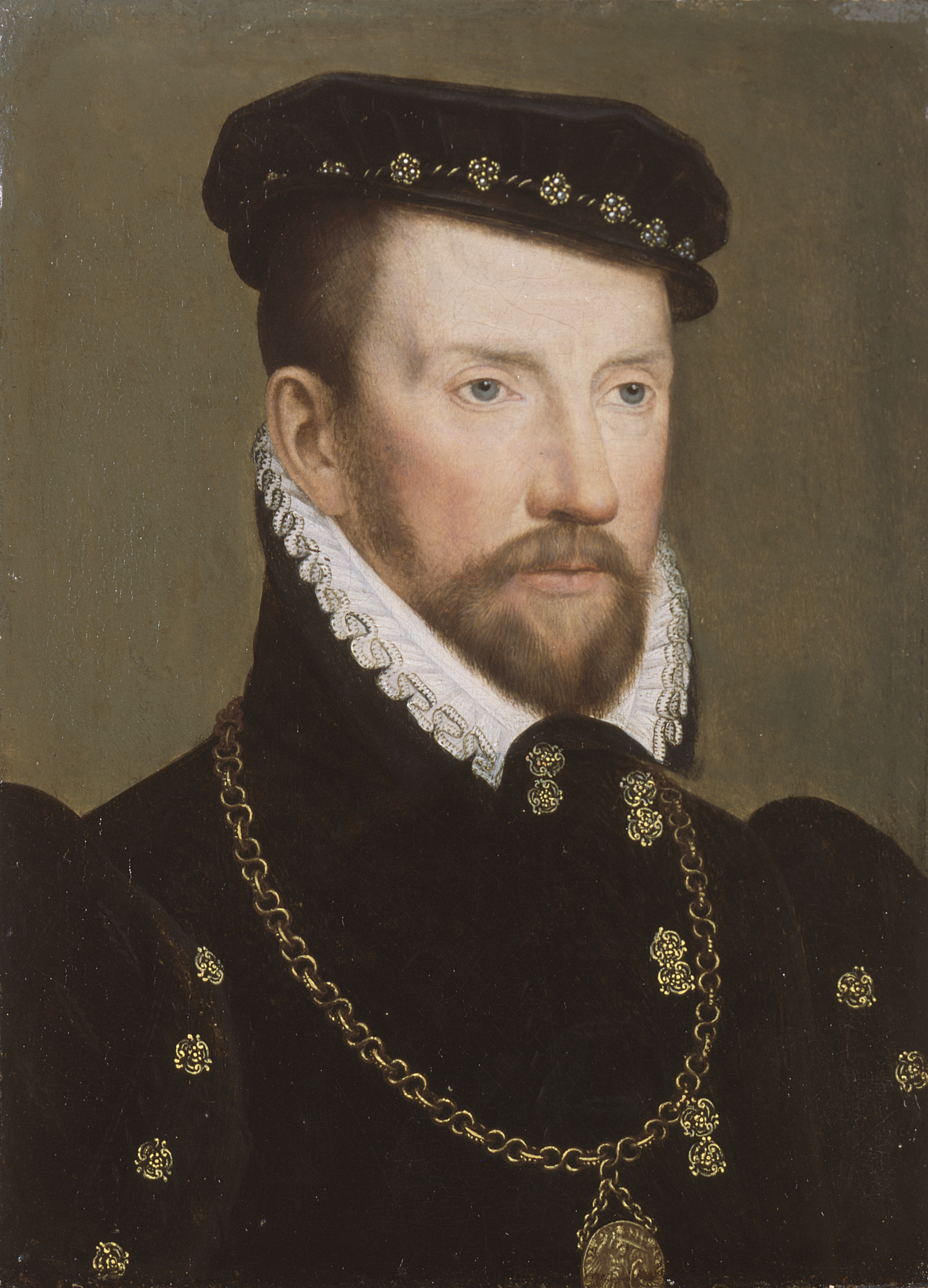
Гаспар де Коліньї

Лідер гугенотів, адмірал Ґаспар де Коліньї, який брав активну участь у всіх релігійних конфліктах в країні та мав значний авторитет серед європейських кальвіністів, зблизився з Карлом IX. Король хотів за допомогою Коліньї приєднати до Франції Нідерланди. У 1571 р. Коліньї увійшов до складу королівської ради. Ставши найближчим радником Карла IX, намагався спонукати короля до війни з католицькою Іспанією, яку він вважав найпершим ворогом Франції, у союзі з протестантською Англією.

## Роль Ґізів
Ґізи розуміли, що подібний розвиток подій позбавить їх шансів на владу у Франції. Родина Ґізів, які очолювали найрадикальнішу фракцію у католицькому таборі, намагалась не допустити присутності гугенотського лідера Гаспара Коліньї при дворі. 22 серпня 1572 р., коли Коліньї пізно ввечері їхав із Лувру повз будинок, що належав Ґізам, з вікна в адмірала вистрілив найманий вбивця. Втім, куля лише поранила радника короля у руку.

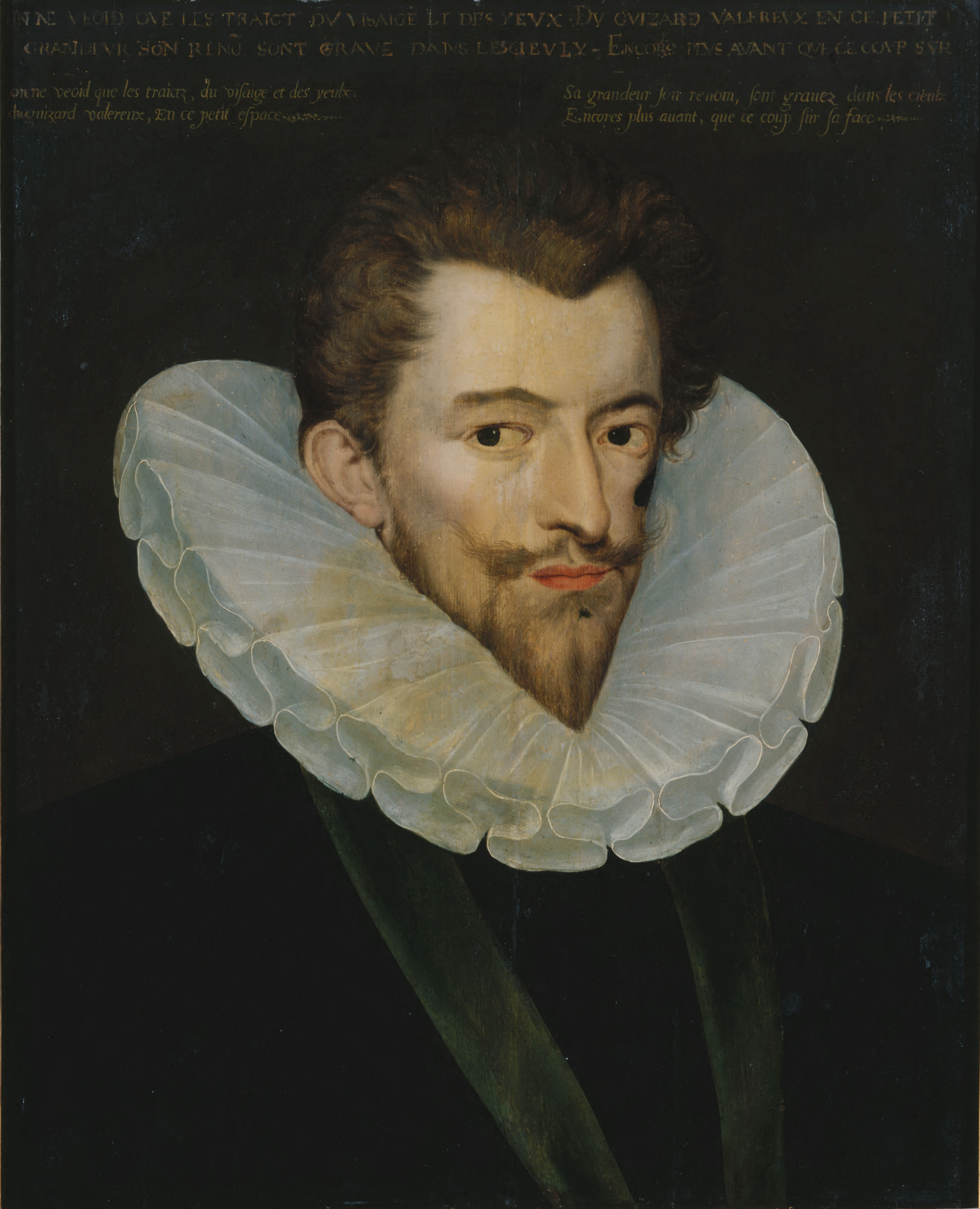
Генріх I де Гіз

Катерина Медичі зі своїм сином Карлом IX всіляко намагалися вгамувати войовничий настрій своїх одновірців. До того ж країну супроводжували фінансові проблеми, які змушували підтримувати внутрішній мир і залишатися в дружніх відносинах з Коліньї. Однак Ґізам 23 серпня 1572 р. вдалося переконати короля та його матір у тому, що одним ударом вони можуть покінчити з протестантизмом у Франції за одну ніч. Зручним моментом стало зібрання у Парижі для участі у весільних церемоніях усієї кальвіністської знаті країни.
На думку істориків, у переговорах Ґізів із двадцятидворічним королем та Катериною Медічі спочатку йшлося лише про ліквідацію лідерів гугенотів, але аж ніяк не про масове вбивство протестантів. Поступаючись напору герцогів із Лотарингії, Валуа погодилися на це «невелике кровопускання». Однак Ґізи, що мали за собою підтримку паризького плебсу, на практиці реалізували щось зовсім інше. Те, що невдовзі вразило увесь тогочасний світ своєю «політичною доцільністю» та розмахом.
Коліньї у Варфоломіївську ніч загинув одним із перших. Проте у ніч 24 серпня 1572 р. на вулицях Парижу вбивали не лише гугенотів. Сусід зводив рахунки з сусідом, чоловік з дружиною, боржник з кредитором. Кров лилася рікою. І далеко не завжди католик вбивав гугенота чи гугенот католика. Таким чином Ґізи, як лідери найрадикальнішої частини католицької партії, позбавляли королівський двір маневру між двома ворогуючими таборами та виходили на перший план у політичній боротьбі за владу у Франції.

## Наслідки
Варфоломіївська ніч назавжди позбавила короля Франції та його двір легітимності в очах його протестантських підданих. Із їхніми намаганнями встановити в країні релігійний мир та віротерпимість було покінчено на довгий час. Монархія змушена була стати на шлях повного викорінення протестантизму.
На цьому тлі висилка до Польщі Генріха Валуа, як тамтешнього короля, змова з метою заміни Карла ІХ його братом Франциском на троні Франції та наступна смерть Карла ІХ виглядають як добре продумані кроки Гізів проти дому Валуа.

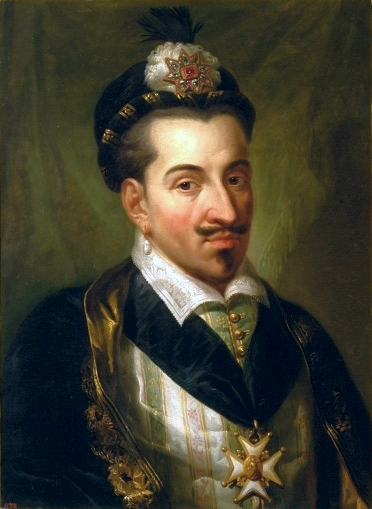
Генріх ІІІ (Валуа)

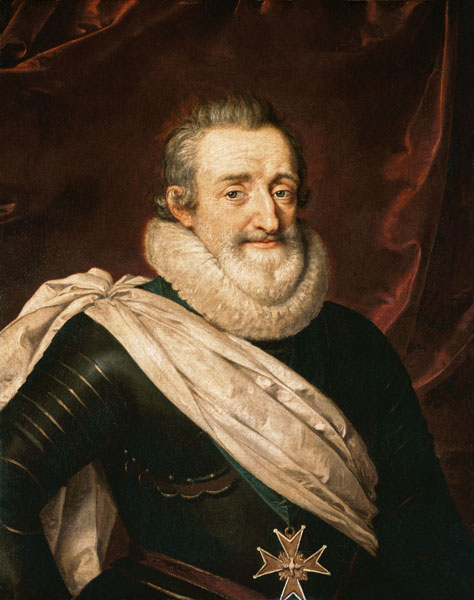
Генріх IV (Бурбон)

Їхні плани були зірвані несподіваним поверненням Генріха до Парижа по смерті Карла. Повернення брата тимчасово врятувало життя Франциску Алансонському. Однак це не врятувало саму династію Валуа у її смертельному двобої за трон із династією Гізів.
Проте міжусобна боротьба за трон двох потужних католицьких партій насправді привела на нього гугенотів — династію Бурбонів. Генріху IV Бурбону довелось у черговий раз змінити віру та стати католиком, аби опанувати Париж і Францію. Але він, як і сучасні політики, завжди був готовий сказати, що «Париж вартий меси».
Події Варфоломіївської ночі мали безпосередній вплив на політику релігійної толерантності у Речі Посполитій. Схвалена Сеймом Варшавська конфедерація 1573 р. гарантувала не лише свободу віросповідання, але і рівноправність католиків і протестантів — шляхти і міщан королівських міст у публічному і приватному праві, незалежно від їхньої віри, а також безумовний і вічний мир між різними віросповіданнями.
Шляхті було надано право визначати релігію своїх підданих за принципом cuius regio, eius religio. Варшавська конфедерація була включена до так званих Генрихових артикулів 1573 р., які, де-факто, були першою конституцією Речі Посполитої.